# Коэн, Менахем
Менахем Коэн (ивр. מנחם כהן‎; 5 июля 1922, Иерусалим — 11 марта 1975, Израиль) — израильский общественный и политический деятель, депутат кнессета 1-го, 4-го, 5-го, 6-го, 7-го созывов от партии МАПАЙ и партии «Маарах».

## Биография
Родился 5 июля 1922 года в Иерусалиме, подмандатная Палестина (ныне Израиль). В молодости был одним из организаторов нелегальной иммиграции еврейской молодёжи с территории Сирии. Представлял квартал Ха-Тиква в городском совета Тель-Авива. Работал в рабочем совете Тель-Авива и был членом городского совета.
19 мая 1951 года стал депутатом кнессета от партии МАПАЙ вместо умершего депутата Давида Ремеза. В 1959 году избран депутатом кнессета 4-го созыва от той же партии, а в 1955 году депутатом кнессета 5-го созыва. В кнессет 6-го (1965) и 7-го (1969) созывов переизбирался от блока «Маарах». В разное время работал в комиссии по экономике, комиссии по внутренним делам, комиссии по услугам населению и финансовой комиссии.
Умер 11 марта 1975 года.